# Акцептний кредит
Акцéптний кред́ит (від лат. acceptus — прийнятий):
1. Кредит, який надається векселетримачу і виступає як гарантія. Кредитна угода складається з умовою використання переказного векселя, де виставник зазначає платіжника, який повинен акцептувати вексель — дати згоду провести оплату за умови, що до настання строку платежу за векселем клієнт внесе у банк суму необхідну для погашення векселя. Векселедавець може використати проакцептований вексель як платіжний засіб для сплати своїх зобов'язань.
2. Кредит, який надається банком у вигляді тратт, що виставляються банкові експортерами. Тут акцептом тратти виступає потужний банк, який не вкладає в акцептну операцію власні кошти, але зобов'язується сплатити тратту, тобто формально кредит надається продавцем товару. Якщо позичальник не виконав своїх зобов'язань, тоді відповідно до вексельного права банк здійснює зворотну вимогу до векселедавця з примусовим стягненням відповідних грошових сум з позичальника. За надання акцептного кредиту банк стягує відповідний комісійний процент.